# Estadio Venustiano Carranza
Pour les articles homonymes, voir Venustiano Carranza (homonymie) et Carranza.
 (mai 2025).
L'Estadio Venustiano Carranza est un stade de football mexicain, situé à Morelia, Michoacán.